# Núria Prims i Martínez
Núria Prims i Martínez (Barcelona, 29 de setembre de 1972) és una actriu catalana de cinema i televisió, i va fer els seus inicis en grups teatrals petits. El seu rostre es va popularitzar amb la sèrie de televisió Nissaga de poder, però ha treballat en pel·lícules com Historias del Kronen, El domini dels sentits, Un cos al bosc, Saïd, Sobreviviré, Inconscients o Trash, i també a la sèrie Hospital Central. El 2017 va interpretar a Carlana a la pel·lícula Incerta glòria, un paper que li va valdre el premi Gaudí 2018 a millor interpretació femenina.
El 2017 estrenà Incerta glòria, film d'Agustí Villaronga basat en la novel·la homònima de Joan Sales, interpretant el paper de Carlana, una enigmàtica vídua que es defineix al film com una «dona aranya». Va guanyar el premi Gaudí 2018 a la millor protagonista femenina pel seu paper en aquesta pel·lícula.

## Filmografia
| - 1995: Historias del Kronen, de Montxo Armendáriz - 1996: El domini dels sentits (segment "El gust"), de Teresa Pelegrí - 1996: Andrea, de Sergi Casamitjana - 1996: Un cos al bosc, de Joaquim Jordà - 1997: Suerte, d'Ernesto Telleria - 1997: Sueños de sal (curtmetratge), de Gloria Núñez - 1998: Los años bárbaros, de Fernando Colomo - 1999: Saïd, de Llorenç Soler - 1999: Sobreviviré, de David Menkes - 1999: Pensarás mal de mí (curtmetratge), d'Artur Rodríguez - 2000: Prenent-te (Tomándote), d'Isabel Gardela - 2001: Tiempos de azúcar, de Juan Luis Iborra - 2004: Inconscients, de Joaquim Oristrell - 2004: Por accidente (curtmetratge), de Pablo Gomez-Castro i Julia Fontana Bassols - 2008: Reencarnación, de Salomón Shang - 2009: Trash, de Carles Torras - 2009: Cinéclub, de Salomón Shang - 2010: Madre e hija (curtmetratge), de Francesc Alarcón - 2017: Incerta glòria, d'Agustí Villaronga - 2020: La vampira de Barcelona, de Lluís Danés - 2023: Un sol radiant, de Mònica Cambra Domínguez i Ariadna Fortuny | - 1995: Pedralbes Centre (1 episodi) - 1996: Nissaga de poder, com Mariona Montsolís - 2000: La caverna (telefilm), com Alicia - 2003: 16 dobles, com Cristina Bofill - 2005: Pataghoribí (telefilm), com Sandra - 2005: Hospital Central, com Clara - 2006: A Biblioteca da iguana (telefilm), com Lúa - 2006: Ecos (telefilm), com Alba - 2007: Génesis, en la mente del asesino (1 capítol), com Nuria - 2007: Rumors, com Maria - 2008: El mirall (El espejo) (telefilm), com Montse - 2009: Hospital Central, com Dra. Leyre Durán |

## Premis
- 2000: Premi d'interpretació de la Vila de Montpeller, al Festival Internacional de cinema mediterrani de Montpeller[5]
- 2002: Premi Poma de Plata a la millor actriu en opera prima, per Prenent-te, al LaCinemaFe, el festival de cinema llatinoamericà de Nova York[6]
- 2018: Premi Gaudí a la millor protagonista femenina, per Incerta glòria.[7]